# Kristýna Fleissnerová
Kristýna Fleissnerová, född 18 augusti 1992, är en tjeckisk roddare.
Fleissnerová tävlade för Tjeckien vid olympiska sommarspelen 2016 i Rio de Janeiro, där hon tillsammans med Lenka Antošová slutade på 10:e plats i dubbelsculler. Vid olympiska sommarspelen 2020 i Tokyo slutade Fleissnerová och Antošová på fjärde plats i B-finalen i dubbelsculler, vilket var totalt 10:e plats i tävlingen.